# Igala
Igala – lud afrykański zamieszkujący środkowo-południową Nigerię, głównie stan Kogi. Posługują się językiem igala, z podgrupy benue-kongo. Ludność zajmuje się głównie rolnictwem. Populacja liczy 1,3 miliona.